# Георги Узунов (ВМРО)
Георги Станишев Узунов е български революционер, деец на Вътрешната македонска революционна организация.

## Биография
Георги Узунов е роден през 1898 година в град Кукуш, тогава в Османската империя, днес в Гърция. Присъединява се към ВМРО, а след убийството на Александър Протогеров през 1928 година застава на страната на протогеровистите. На 16 май 1932 година застрелва в София общественика Димитър Михайлов, приближен на Иван Михайлов. Узунов е убит скоро след това на 26 декември 1932 година в София от михайловиста Дончо Димитров Атанасов.